# Травезіо
Травезіо (італ. Travesio) — муніципалітет в Італії, у регіоні Фріулі-Венеція-Джулія,  провінція Порденоне.
Травезіо розташоване на відстані близько 480 км на північ від Рима, 100 км на північний захід від Трієста, 32 км на північний схід від Порденоне.
Населення — 1792 особи (2014).
Щорічний фестиваль відбувається 29 червня. Покровитель — San Pietro Apostolo.

## Демографія
Населення за роками:

Станом на 1 січня 2023 року в муніципалітеті офіційно проживало 170 іноземців з 26 країн, серед них 50 громадян країн Євросоюзу та 13 громадян України.

## Сусідні муніципалітети
- Кастельново-дель-Фріулі
- Медуно
- Пінцано-аль-Тальяменто
- Секуальс
- Трамонті-ді-Сотто